# سيث مولتون
سيث ويلبور مولتون (بالإنجليزية: Seth Wilbur Moulton)‏ هو سياسي أمريكي ونائب في مجلس النواب الأمريكي من الحزب الديمقراطي الأمريكي ولد في يوم 24 أكتوبر 1978 في بلدة سالم في ولاية ماساتشوستس، تلقى تعليمه في جامعة هارفارد في اختصاص الفنون والعلوم، إنضم إلى الجيش وخدم 4 سنوات في العراق، وثم حصل على شهادة الاستاذ في إدارة الأعمال من جامعة هارفارد، دخل إلى السياسة في سنة 2014 وانتخب ليكون نائب في الكونغرس الأمريكي، في 22 أبريل 2019 أعلن ترشحه للإنتخابات الرئاسية الأمريكية في سنة 2020. يصف نفسه بكونه ديمقراطي إصلاحي، ومن وعرف بكونه مؤيد للإجهاض وزواج المثليين، وتشريع الماريجوانا، وهو معارض لخطط ترامب ضد إيران.

## روابط خارجية
- سيث مولتون على موقع IMDb (الإنجليزية)